# ستيفن باريتو
ستيفن باريتو (بالإنجليزية: Stephen Barretto)‏ هو لاعب كرة قدم هندي، ولد في 2 مارس 1989 في غوا في الهند. لعب مع سبورتينغ غوا.

## وصلات خارجية
- ستيفن باريتو على موقع قاعدة بيانات كرة القدم.إي يو (الإنجليزية)
- ستيفن باريتو على موقع Soccerway.com (الإنجليزية)